# MAZ-5432
Der Lastkraftwagen MAZ-5432 (russisch МАЗ-5432, deutsche Transkription eigentlich MAS-5432) ist ein Lkw-Typ des belarussischen Fahrzeugherstellers Minski Awtomobilny Sawod, der von 1981 bis 2008 in Serie produziert wurde. Unter der Bezeichnung MAZ-5434 wird noch heute eine Version des Lkw gebaut, die zur Forstarbeit bestimmt und mit Allradantrieb ausgestattet ist.

## Beschreibung
In den späten 1970er Jahren wurde beim Hersteller MAZ beschlossen, eine Lastkraftwagenfamilie nach westlichem Vorbild in die Produktion aufzunehmen. Zum einen, um den zivilen Bedarf nach schweren Sattelzugmaschinen zu decken, zum anderen, um eine Alternative zum technisch bereits veralteten MAZ-5429 (Zugmaschine auf Basis des MAZ-5335) zu schaffen. Am 19. Mai 1981 lief der erste MAZ-5432 vom Band, zeitgleich startete die Produktion der dreiachsigen Variante MAZ-6422, die noch bis mindestens Ende 2017 gebaut wurde.
Die Fahrzeuge der neuen Generation wurden schnell zum wichtigsten Produkt von MAZ. Im April 1983 wurde das tausendste Exemplar gefertigt, am 14. April 1989 bereits das 1-Millionste. Erst Mitte der 1990er Jahre wurden Nachfolger für die Modelle MAZ-5432 und MAZ-6422 entwickelt, da die alten Fahrzeuge nicht mehr den gesetzlichen Bestimmungen für den internationalen Fernverkehr, speziell mit Westeuropa, entsprachen. So wurde als Nachfolger des MAZ-5432 Im Jahr 1997 der MAZ-5440 entworfen und produziert, die Produktion des MAZ-5432 im Gegenzug 2008 eingestellt.
In vielen Versionen wurden auch importierte Komponenten verbaut, so z. B. Motoren von MAN oder Getriebe von ZF.
Die DDR importierte den MAZ-5432 ab Mitte der 1980er-Jahre, ebenso die schwerere Version MAZ-6422.

## Modellvarianten

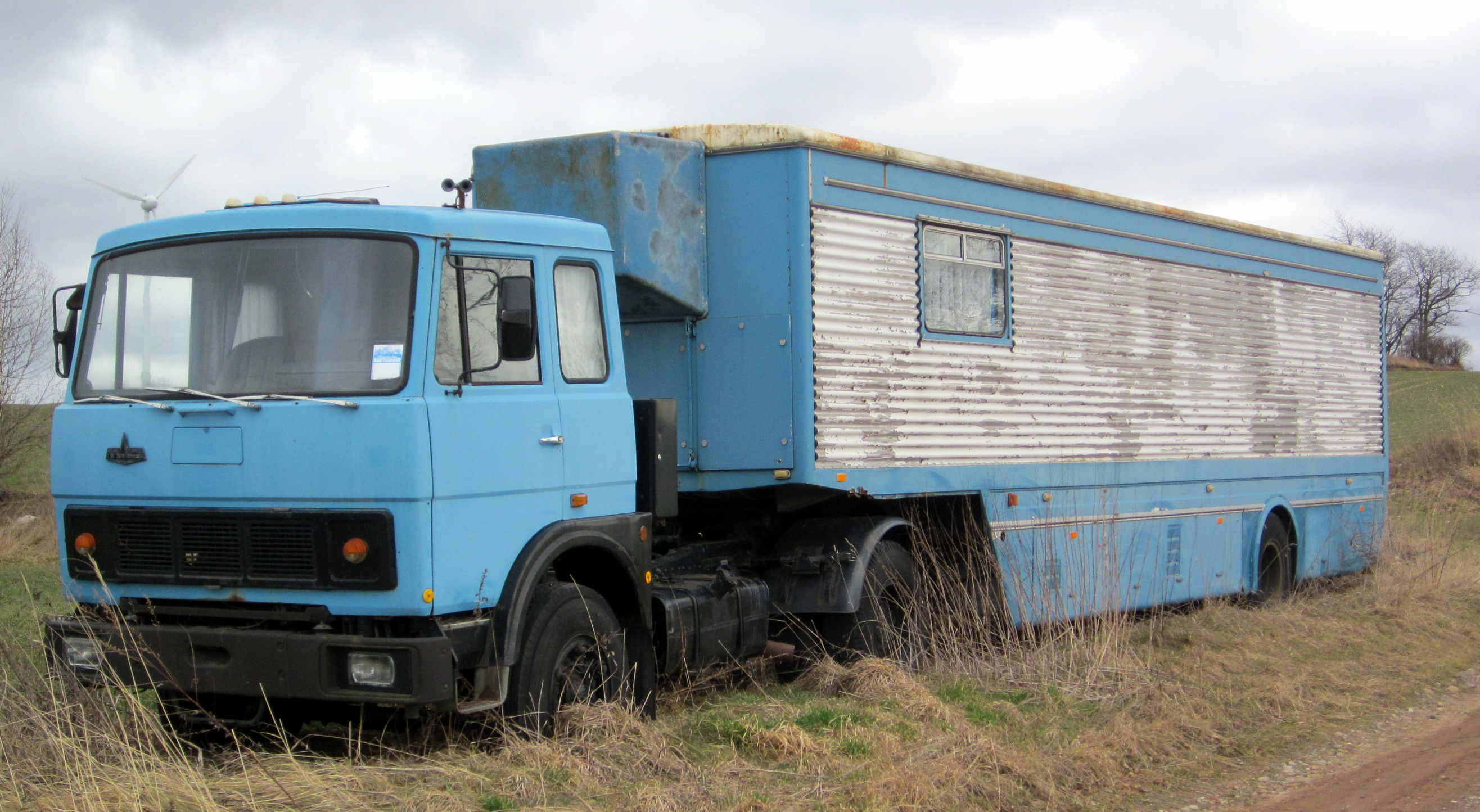
MAZ-5432 mit ehemaliger Fahrbibliothek, abgestellt in der Nähe von Dresden (2014)

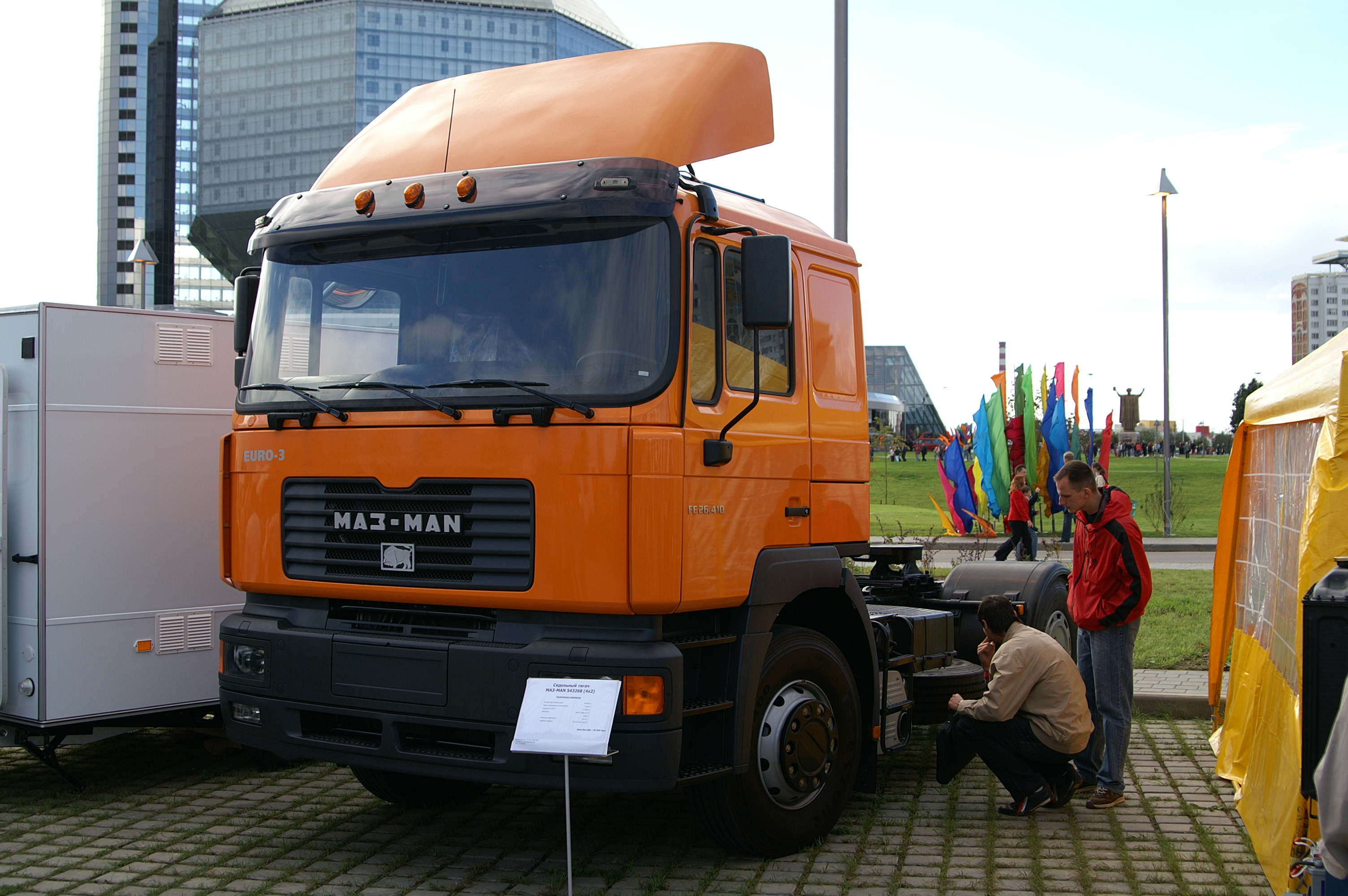
Ein MAZ-MAN-543268 in Minsk (2006)

Im Laufe der fast 30-jährigen Produktion wurde die Zugmaschine MAZ-5432 in vielen unterschiedlichen Varianten gefertigt. Diese unterscheiden sich äußerlich oft nur sehr gering, jedoch grundlegend in wichtigen Punkten wie der Motorisierung oder den verbauten Getrieben. Die folgende Auflistung soll einen Überblick geben, erhebt jedoch keinen Anspruch auf Vollständigkeit.
- MAZ-543203 – Eine der ersten Versionen, konzipiert für geringere Lasten mit Sechszylindermotor und 184 kW Leistung
- MAZ-54321 – Modell mit JaMZ-8421.10 Achtzylinder Turbo-Dieselmotor, 17,24 l Hubraum und 265 kW Leistung
- MAZ-54322 – Modell mit 243 kW Leistung und JaMZ-238E Achtzylinder-Dieselmotor
- MAZ-54323 – verschiedene Ausführungen mit 220 – 243 kW
- MAZ-54326 – Modell mit MAN D-2866-LF15 Dieselmotor, 272 kW Leistung sowie ZF-16S151-Getriebe, in diversen Modifikationen hergestellt
- MAZ-543268 – Ähnelt MAZ-54326
- MAZ-54327 – Variante mit JaMZ-238D Dieselmotor, Getriebe aus MAZ-Eigenproduktion und 243 kW
- MAZ-54328 – Ähnelt MAZ-54326
- MAZ-54329 – Nahverkehrsvariante mit lediglich 176 kW Leistung sowie verringertem zulässigen Gesamtzuggewicht von nur 28 Tonnen

Außerdem gab es ab dem Jahr 1998 beim MAZ-5432 eine erweiterte Zusammenarbeit mit MAN. Ergebnis dieser Bemühungen waren die Modelle MAZ-MAN-543265 sowie MAZ-MAN-543268.

## Technische Daten

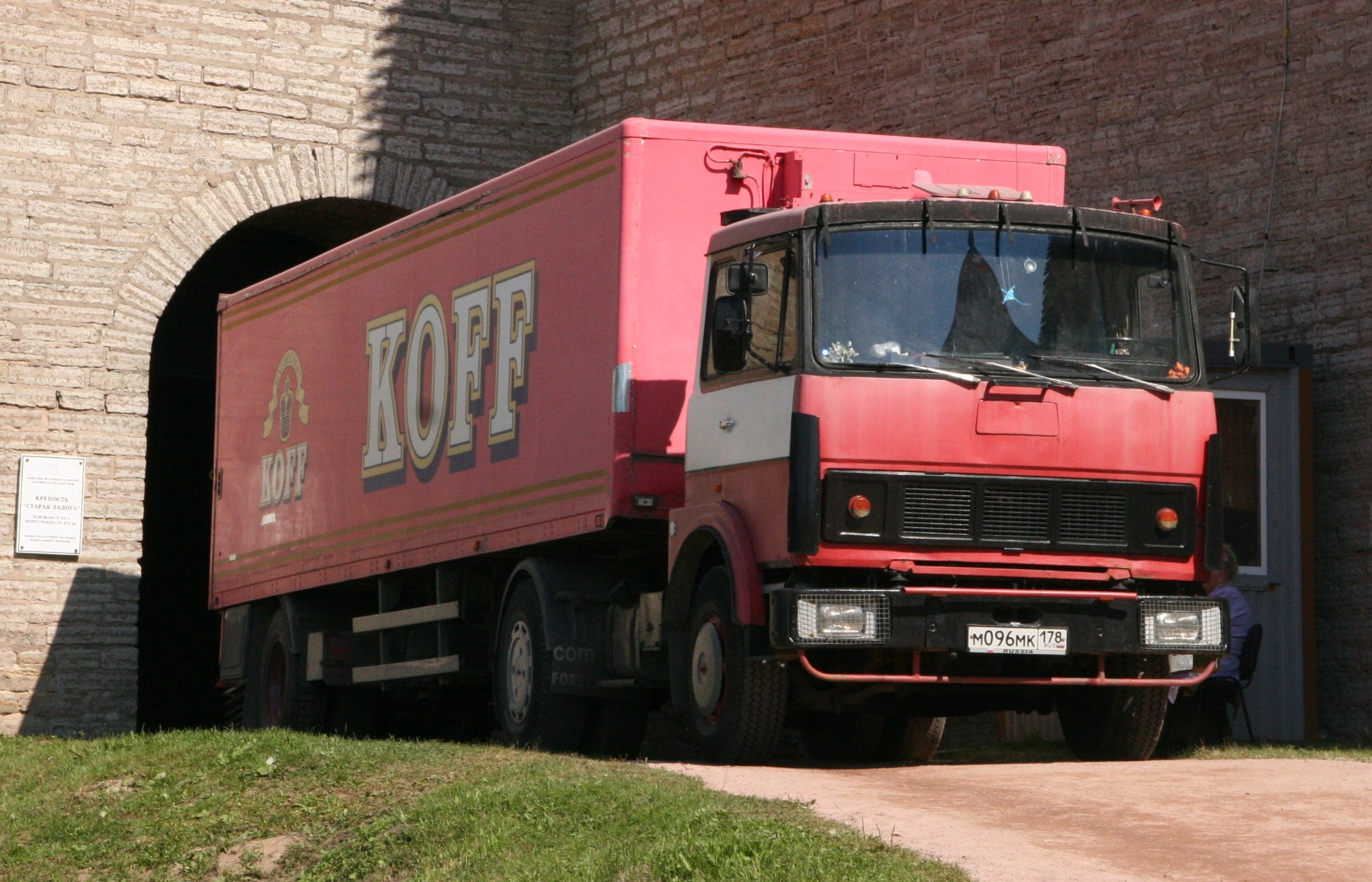
Sattelzug mit MAZ-5432-Zugmaschine, Russland (2013)

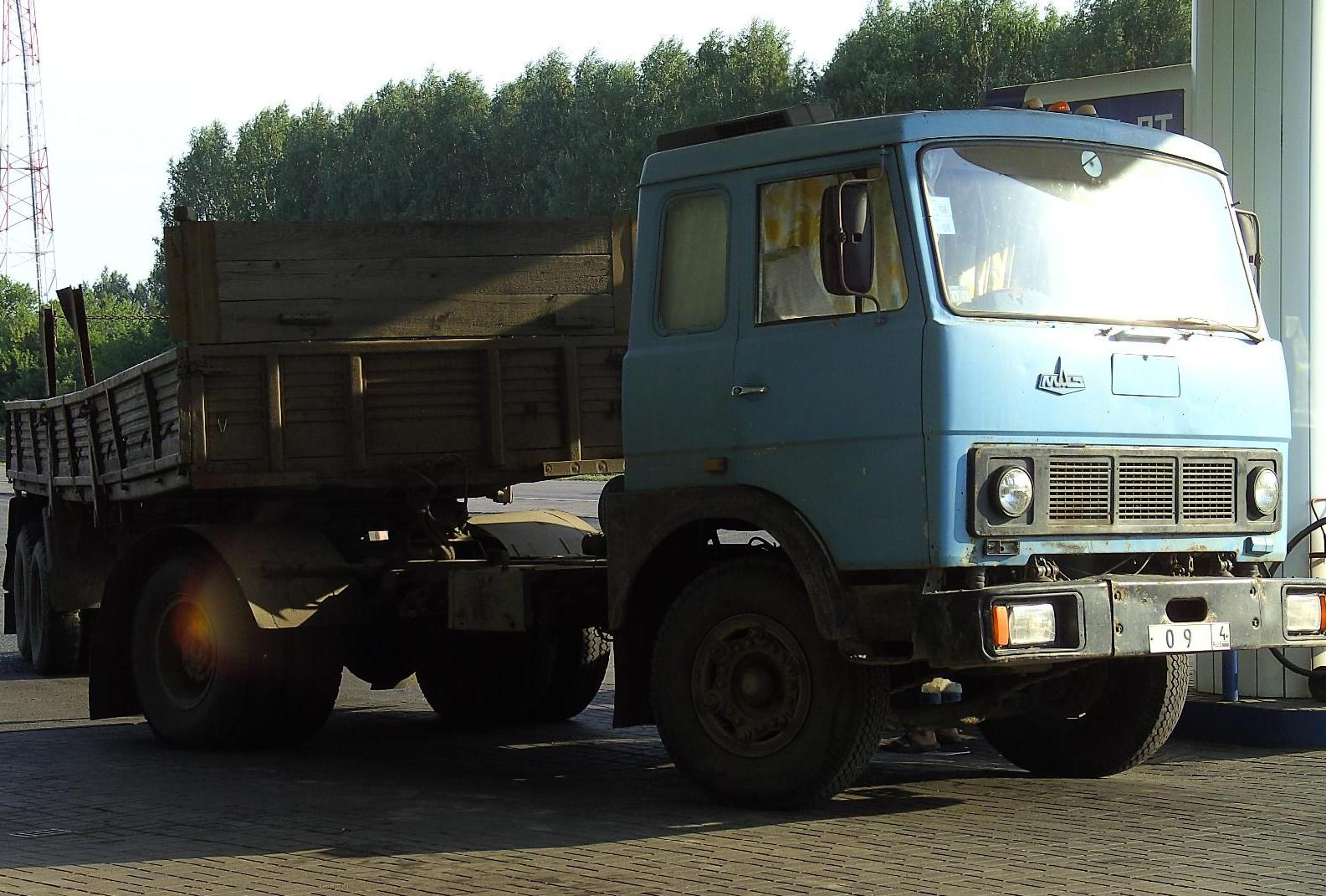
Ein MAZ-5432 in der Seitenansicht (2007)

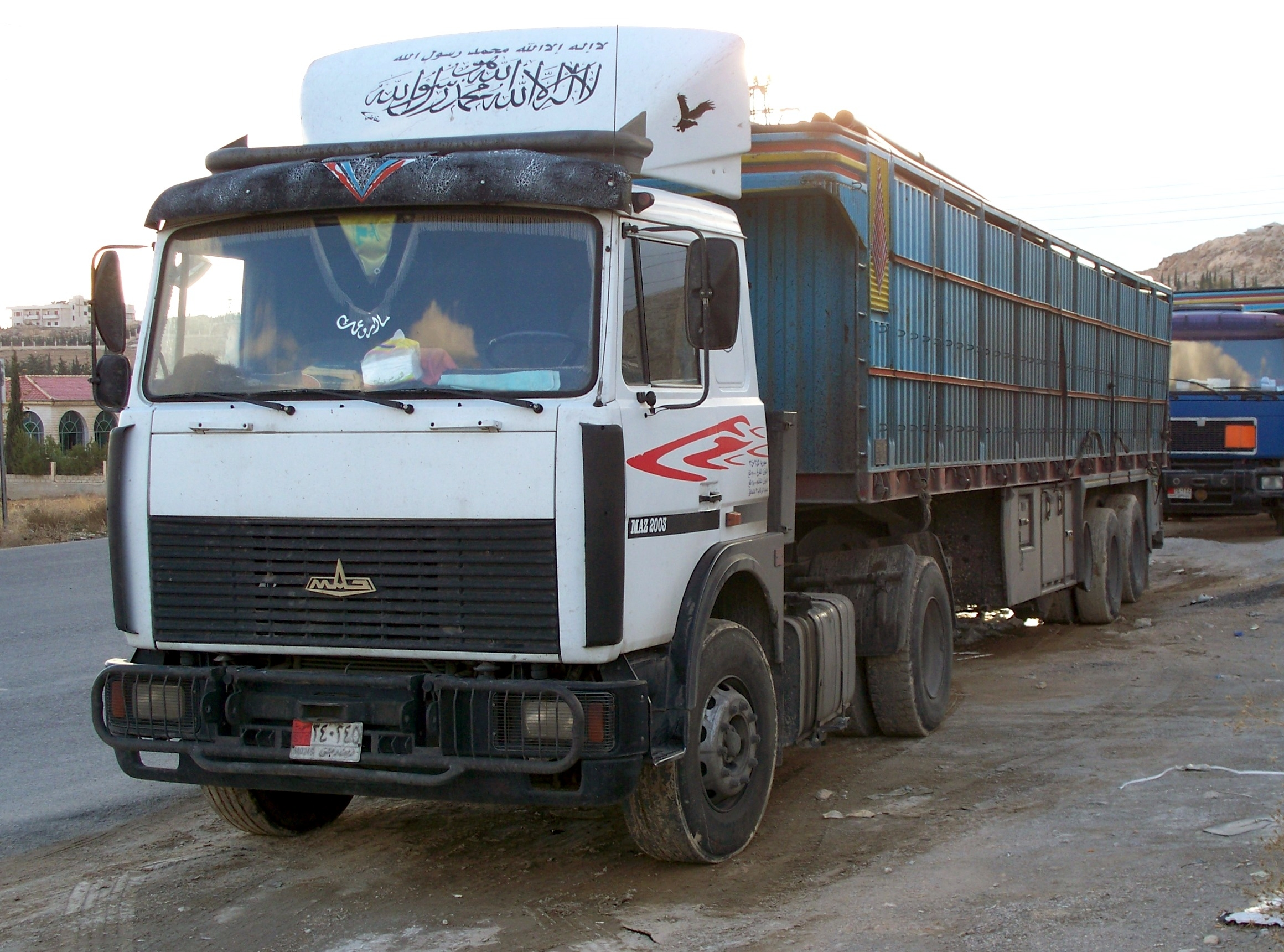
Ein MAZ-54323 in Syrien (2009)

Alle Daten sind für das Modell MAZ-54326-020 angegeben.
- Fahrerhaus: Kabine mit 3 Sitzplätzen und einem Bett
- Motor: MAN-Dieselmotor (Achtzylinder)
- Motortyp: MAN D-2866-LF15
- erfüllt Abgasnorm: Euro-I
- Hubraum: 11.970 cm³
- Leistung: 272 kW (entspricht 370 PS)
- Drehmoment: 1520 Nm
- Antriebsformel: (4×2)
- Getriebe: ZF-16S151
- Tankinhalt: 500 l
- Höchstgeschwindigkeit: 100 km/h
- Reifendimension: 11,00R20

Gewichte
- Zulässiges Gesamtgewicht der Zugmaschine: 16.100 kg
- Zulässiges Gesamtgewicht des Lastzugs: 40.000 kg
- Achslast vorne: 6100 kg
- Achslast hinten: 10.000 kg
- Leergewicht: 7300 kg

Abmessungen

Die Angaben hier entsprechen dem Modell MAZ-54329. Es darf jedoch eine starke Ähnlichkeit zwischen allen Modellen angenommen werden.
- Länge: 5980 mm
- Breite: 2500 mm
- Höhe: 3650 mm
- Radstand: 3550 mm